# Kay Mastenbroek
Kay Mastenbroek (Delft, 16 juni 1962) is een Nederlandse filmmaker en journalist.

## Opleiding
Mastenbroek groeide op in Den Haag en volgt zijn vwo-opleiding op het Haags Montessori Lyceum (1974-1981). Tijdens zijn middelbare school deed hij jaarlijks mee aan het schooltoneel, dat onder leiding stond van Ton van Drunen (later bekend als schrijver en dichter Tomas Lieske). Mastenbroek deed het toelatingsexamen voor de Toneelacademie Maastricht, waar hij een jaar (1981-1982) studeerde. Hij stapte over naar de Universiteit van Amsterdam, waar hij zijn propedeuse haalde in Politicologie (1983) en zijn doctoraal in Communicatiewetenschap (1987).

## Loopbaan
Tijdens zijn studie was hij medeoprichter van het FSW-a Videojournaal (1983), het latere Studenten TV. Bij dit videojournaal werkte hij samen met aankomende film- en televisiemakers als Vincent Verweij, Jeroen Akkermans, en Sander Simons.
Na zijn studie richtte hij, met twee anderen, een productiemaatschappij die begin jaren negentig ruim twintig programma's en documentaires maakte. In dezelfde periode was hij ook onder meer redacteur en verslaggever bij het RTL Nieuws en verslaggever bij de actualiteitenrubriek Kenmerk (IKON).
In 1994 startte Mastenbroek, samen met Vincent Verweij en Gilles Frenken, het productiebedrijf Polderfilms. Het bedrijf bestond tot 2001 en produceerde tientallen documentaires, informatieve programma's, opdrachtfilms en korte kinderspeelfilms. In 2001 stopte het bedrijf en begon Mastenbroek een eigen productiemaatschappij. Naast zijn eigen producties werkte Mastenbroek als regisseur/verslaggever en eindredacteur voor meerdere omroepen. Sinds 2009 richt Mastenbroek zich hoofdzakelijk op het produceren van documentaires en televisieprogramma's in Zuidoost-Azië.
Mastenbroek heeft drie kinderen en woont en werkt afwisselend in Amsterdam en Zuidoost-Azië.

## Filmografie
- 2017 - De strijd om het Srebrenica Museum (documentaire) (KRO-NCRV)
- 2017 - Monk Politics (documentaire) (KRO-NCRV)
- 2014 - De naakte waarheid over Myanmar (biografische documentaire) (BOS)
- 2014 - Demonen van de nieuwe vrijheid (documentaire) (BOS)
- 2010 - Looking for Reconciliation (documentaire) (LLiNK)
- 2009 - NieuwsLLiNK (informatieve serie) (LLiNK)
- 2008 - Land van onze Grootouders (documentaire) (IKON)
- 2005 - Beatrix: Achter het Koninklijk Masker (biografische documentaire serie) (RTL 4)
- 2005 - Monument van Onverwerkt Verdriet" (documentaire) (NCRV)
- 2002 - Roepnaam: Alexander (documentaire) (RTL Nieuws)
- 2001 - Een vuil spelletje (documentaire) (IKON)
- 2000 - Het Lot van Vola (kinderfilm uit Calcutta)
- 1999 - Een kostbaar doekje voor het bloeden (documentaire) (RVU)
- 1999 - Vissen voor School (kinderfilm uit Benin)
- 1999 - Berichten uit de Sloppenwijken (informatieve jeugdserie) (IKON)
- 1998 - Claus (documentaire) (RTL Nieuws)
- 1998 - Zoete Regen (Switi Alen) (kinderfilm uit Suriname)
- 1998 - Afrikaanse Gedachten (informatieve serie) (IKON)
- 1997 - Vreemde Vrienden (kinderfilm uit Mexico)
- 1996 - Het Lied van de Katoen (kinderfilm uit Mali)
- 1995 - Twee Prinsen in Afrika (documentaire) (RTL4)
- 1995 - Over Leven in Ain El Helweh (documentaire) (HUMAN)
- 1995 - Werk Gezocht! (kinderfilm uit Peru)
- 1993 - De Groene Goudkoorts (documentaire) (EO)
- 1992 - De Wet van de Jungle (documentaire) (AVRO)

## Prijzen
- 2018 - Best Direction Award (The Buddha International Film Festival, Puna)Monk Politics
- 2009 - Best Documentary Film (Pomegranate Film Festival Toronto) voor Land van onze Grootouders
- 2005 - 1e Prijs Kinderjury (Sprockets Toronto International Film Festival for Children) voor Het Lot van Vola
- 2000 - The Right of the Child Award (Chicago International Children’s Film Festival) voor Het Lot van Vola
- 2000 - 2nd Prize Children’s Life Action Short (Chicago International. Children’s Film Festival) voor Het Lot van Vola
- 2000 - 2nd Prize Children’s Documentary (Chicago International Children’s Film Festival) voor Berichten uit de Sloppenwijk; afl. Kenia
- 1999 - The Right of the Child Award (Chicago International Children’s Film Festival) voor Vissen voor School
- 1999 - 1e Prijs Children’s Short (Corto Imola Festival) voor Vissen voor School
- 1999 - Best Family Film (Korea International Children’s International Film Festival) voor Vissen voor School
- 1997 - 2nd Prize Children’s Life Action Short (Chicago International  Children’s Film Festival) voor Vreemde Vrienden
- 1997 - 1e Prijs Children’s Short (Corto Imola Festival) voor Vreemde Vrienden